# Tang-dynastie
De Tangdynastie of T'angdynastie regeerde China tussen 618 en 907. Na een eeuwenlange periode van verdeeldheid was China herenigd onder de kortstondige Suidynastie (581-618). De Tangheersers, van gemengd Chinese, Xianbei en Turkse afkomst, bouwden China uit tot een expansief en kosmopolitisch rijk. De eerste keizers breidden de Chinese macht uit naar Korea en Centraal-Azië. De aanleg van het Grote Kanaal tussen het opkomende zuiden en het strategisch belangrijke noorden, de bouw van twee grote hoofdsteden en de groeiende binnenlandse en buitenlandse handel stimuleerden de economische ontwikkeling. De bevolking kon daardoor van 50 miljoen tot ongeveer 80 miljoen inwoners groeien.
De hoofdstad Chang'an was met een miljoen inwoners de grootste stad ter wereld. Via de zijderoute trokken handelaren, geleerden en volgelingen van tal van religies naar de Chinese hoofdstad. Zij verrijkten de Chinese cultuur met nieuwe vormen van muziek en dans. Het uit India afkomstige boeddhisme drukte in de Tangperiode een groot en blijvend stempel op de Chinese cultuur. De periode geldt ook als een van de hoogtepunten van de Chinese literatuur. Dichters als Li Bai en Du Fu worden tot de grootsten uit de Chinese geschiedenis gerekend. De uitvinding van de blokdruk zorgde voor een brede verspreiding van literaire en religieuze teksten.
De Tangdynastie blies het examenstelsel nieuw leven in als manier om goed geschoolde ambtenaren aan te trekken. In het landsbestuur, de belastinginning en de rechtspraak werden nieuwe vormen geïntroduceerd die tot het einde van de keizertijd in stand bleven.
Het midden van de achtste eeuw vormde het keerpunt voor de Tangdynastie. Na de nederlaag in de Slag bij de Talas (751) tegen de Abbasiden verloor China de controle over Centraal-Azië. Kort daarna bracht de An Lushan-opstand de dynastie op de rand van de afgrond. De beide hoofdsteden Chang'an en Luoyang vielen in handen van de rebellen. De opstand kon uiteindelijk bedwongen worden met hulp van Oeigoerse huurlingen, maar het centrale gezag was ernstig verzwakt. Militaire gouverneurs in de provincies waren vrijwel onafhankelijk en het land was kwetsbaar voor militaire agressie van de kant van het Tibetaanse rijk.
In de tweede helft van de negende eeuw verviel het rijk steeds verder in anarchie. De boerenopstand onder leiding van Huang Chao tussen 875 en 884, waarbij de hoofdstad Chang'an vrijwel vernietigd werd, betekende het einde van het gezag van de Tang-keizers. In 907 maakte de krijgsheer Zhu Wen een einde aan de Tangdynastie. Daarmee begon de chaotische periode van de Vijf Dynastieën en Tien Koninkrijken (907-960).

## Politieke geschiedenis

### Achtergrond: Suidynastie

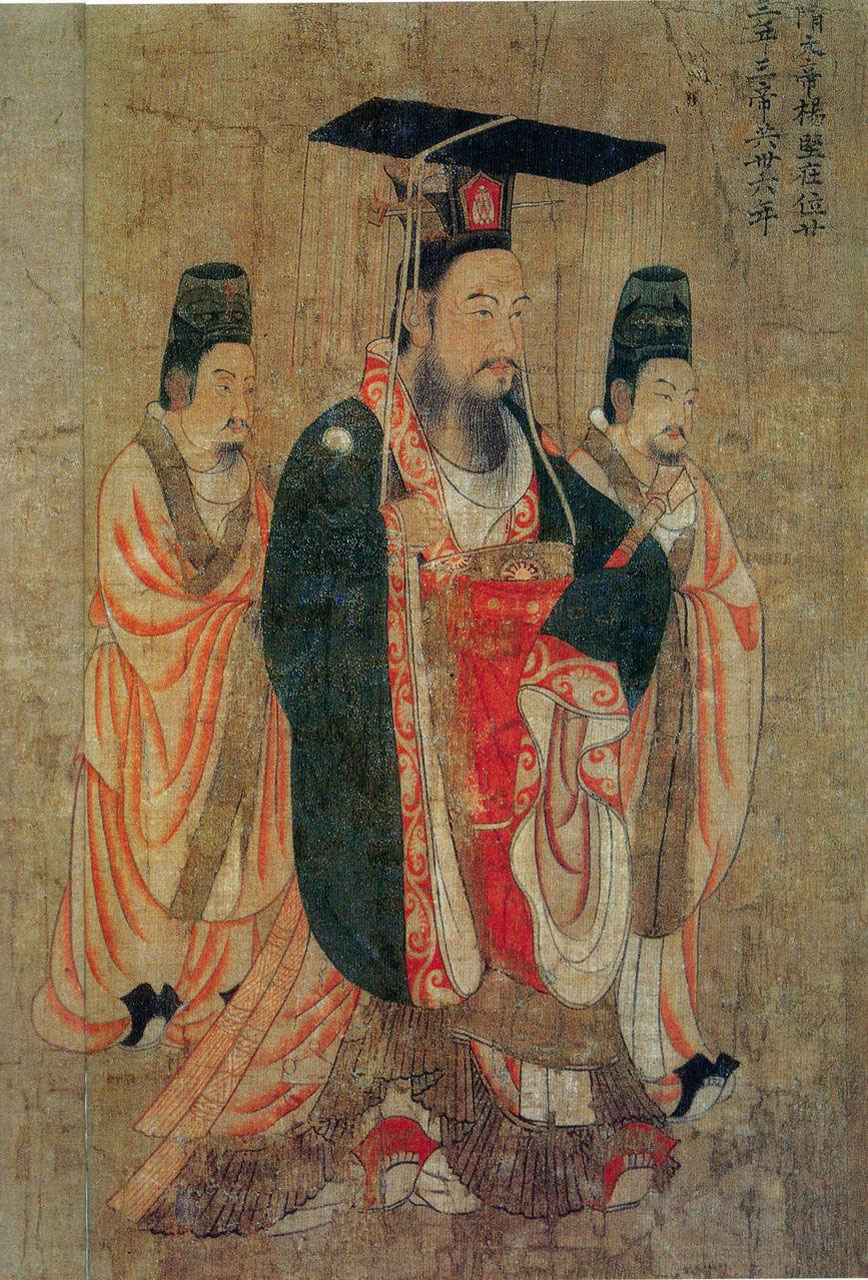
Sui Wendi op de keizerrol van Yan Liben

In 581 maakte generaal Yang Jian (541-604) - beter bekend onder zijn postume titel Sui Wendi - via een succesvolle paleiscoup een einde aan de Noordelijke Zhoudynastie (557-581) en vestigde de Suidynastie (581-589). Deze dynastie behield slechts enkele tientallen jaren de macht, maar vervulde een belangrijke rol in de Chinese geschiedenis. De Sui wordt vaak vergeleken met de Qindynastie (221 v.Chr.-206 v.Chr.), die de basis legde voor de succesvolle Handynastie (206 v.Chr.-220 na Chr.). Beide dynastieën verenigden China en voerden belangrijke hervormingen door, maar eisten zoveel offers van de bevolking dat zij het Hemels Mandaat verloren en aan opstanden ten onder gingen. De Han- en Tangdynastieën profiteerden van de stevige basis die hun voorgangers hadden gelegd en konden China eeuwenlang regeren.
Sui Wendi organiseerde een effectieve financiële administratie, gebaseerd op het gelijke veldsysteem (juntian). In dit stelsel wees de staat landbouwgrond op basis van volkstellingen periodiek toe aan volwassen boeren die als tegenprestatie belastingen en herendiensten aan keizerlijke bouwprojecten dienden te leveren. Hoewel zelf een overtuigd boeddhist zocht Wendi aansluiting bij de geletterde confuciaanse elite, die hij belangrijke posities in de bureaucratie gaf. Het bestuursapparaat kreeg de vorm die het eeuwenlang zou behouden, met zes functionele ministeries (liubu) en drie coördinerende regeringsbureaus daarboven. Ook liet Wendi een wetboek opstellen.
In 589 veroverde Wendi het zuiden van China, dat vier eeuwen lang gescheiden was geweest van de dynastieën die de laagvlakte van de Gele Rivier hadden beheerst. Zijn opvolger Yangdi (569-618) voltooide in 611 het ambitieuze project van zijn vader om de productieve benedenloop van de Yangzi-rivier door middel van het Grote Kanaal te verbinden met de Gele Rivier en van daar verder naar het noordoosten naar de omgeving van Beijing. Tegen het einde van Yangdi's regeerperiode lag er een 2000 kilometer lang stelsel van waterwegen. Deze kanalen waren essentieel om de pas verworven eenheid van het land te bewaren.
Yangdi was een megalomaan heerser. Hij gaf bevel om naast Daxingcheng (de Sui-naam voor Chang'an) nog een tweede hoofdstad in Luoyang te bouwen. Yangdi leidde verder nog in de periode 612-614 drie grote campagnes om het Koreaanse koninkrijk Koguryo te veroveren. Hij slaagde er echter niet in de Koreanen te onderwerpen. Het resultaat van dit alles was dat overal in China opstanden uitbraken tegen zijn veeleisende regime. Yangdi trok zich in 616 terug in Jiangdu aan de Yangzi-rivier en liet het noorden aan de opstandelingen. In 618 werd hij gewurgd door een van zijn hoffunctionarissen.

### Vestiging en expansie
Li Yuan (566-635) kwam als overwinnaar uit de machtsstrijd na de val van de Suidynastie. Li Yuan stamde uit een aristocratische familie van gemengd Chinese, Xianbei en Turkse afkomst. Li Yuan was een neef van Yangdi. Zijn moeder was een zus van Wendi's keizerin Wenxian (544-602) - beide waren Xianbei-prinsessen. Vanaf 615 was Li Yuan garnizoenscommandant in Taiyuan, in het noorden van China. In 617 zag hij zijn kans schoon en bezette hij de Sui-hoofdstad Chang'an. Na de dood van Yangdi riep Li Yuan zichzelf uit tot eerste keizer van de nieuwe Tangdynastie. Als keizer staat Li Yuan bekend onder zijn postume titel Gaozu. Na een succesvolle campagne van enkele jaren wisten hij en zijn zoon Li Shimin (598-649) heel China te onderwerpen.
Gaozu zette de door de Sui begonnen hervormingen voort. De wettelijke hervormingen van de Sui werden uitgebreid. Het Tang-wetboek bevatte vijfhonderd basisartikelen over de uitgangspunten van het rechtsstelsel. De doodstraf werd beperkt tot de zwaarste misdrijven. Dit wetboek bleef tot de veertiende eeuw het fundament van het Chinese recht.
Gaozu deed een poging om de macht van de boeddhistische en taoïstische geestelijkheid in te perken. Tijdens de Zes Dynastieën (220-589) waren de van belasting vrijgestelde kloosterlandgoederen sterk in aantal en grootte gegroeid. In 626 verordonneerde Gaozu dat er in elke prefectuur voor elk geloof nog maar één klooster was toegestaan. Dit zou tot een decimering van het aantal kloosters hebben geleid. De maatregel is echter nooit doorgevoerd, omdat Gaozu binnen drie maanden na het afkondigen ervan werd afgezet door zijn zoon Li Shimin (keizer Taizong).
Taizong kon profiteren van verdeeldheid onder de Göktürken om zijn machtsgebied uit te breiden. Het Göktürkse rijk was uiteengevallen in een oostelijke en westelijke helft. Taizong wist in de periode 627-630 met behulp van Turkse bondgenoten het oostelijke rijk te vernietigen en in te lijven bij het Chinese rijk. De overwonnen Turkse stammen verleenden hem de titel 'Hemelse Khan'. Zijn gemengd Chinees-barbaarse afkomst hielp om de loyaliteit van de steppebewoners te winnen. Taizong droeg de titel 'Hemelse Khan' naast de traditionele benaming Zoon van de Hemel voor de keizer van het Chinese rijk. De Turkse stammen vestigde hij in de Ordoswoestijn in de bocht van de Gele Rivier.
In de jaren 630 voerde Taizong een jarenlange oorlog tegen de westelijke Göktürken, die de regio tussen Gansu en het Perzische rijk van de Sassaniden beheersten. In 642 zegevierde Taizong ook over de westelijke Göktürken, die hem ook als hun opperheerser erkenden. Taizong heerste hierdoor over het grootste Chinese rijk sinds de Handynastie. De Tangdynastie controleerde daarmee ook een groot deel van de zijderoute. De handelscontacten met het westen stimuleerden de Chinese economie, en brachten daarnaast een culturele uitwisseling tussen China en het westen tot stand.
Net als bij zijn voorganger Sui Yangdi dreigde de regering van Taizong echter in een anticlimax te eindigen door mislukte campagnes om het Koreaanse koninkrijk Koguryo te veroveren. De mislukkingen in de jaren 640 leidden tot onrust in het Chinese rijk, maar Taizong stierf voordat zijn reputatie grote schade had opgelopen. Mede dankzij een bondgenootschap met het Zuid-Koreaanse koninkrijk Silla werd onder zijn opvolger Gaozong (628-683) Koguryo in 668 alsnog ingelijfd bij het Chinese rijk.

### Bloeiperiode onder Wu Zetian en Xuanzong

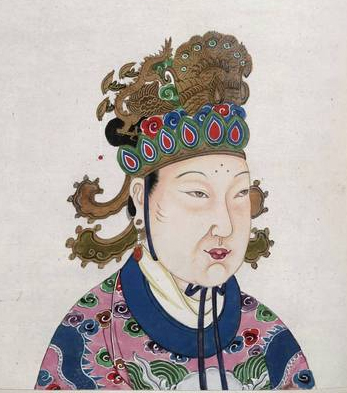
Wu Zetian, de vrouwelijke Zoon van de Hemel

Gaozongs favoriete concubine en later echtgenote Wu Zetian (624-705) domineerde het hof vanaf de jaren 650. Na Gaozongs dood regeerde Wu Zetian via haar zoons Zhongzong (656-710) en Ruizong (662-716). In 690 riep deze wilskrachtige vrouw haar eigen dynastie, de Tweede Zhou, uit en plaatste ze zich als enige officiële keizerin in de geschiedenis van China op de troon. In de traditionele Chinese geschiedschrijving wordt Wu Zetian zeer negatief afgeschilderd. Voor de confuciaanse geschiedschrijvers was het idee van een vrouw als Zoon van de Hemel onverdraaglijk. Binnen de eerdere Turkse dynastieën in Noord-China, waarvan de Tang een opvolger was, waren er echter meer voorbeelden van vrouwen in machtige posities. Wu Zetian verplaatste de hoofdstad van Chang'an naar Luoyang. Deze stad was gemakkelijker te bevoorraden via het Grote Kanaal en verder weg van de traditionele steunpilaren van de Tang-heersers, de aristocratische families uit het noordwesten. Wu Zetian benoemde ook talrijke personen uit niet-aristocratische families op belangrijke posten. Het Chinees examenstelsel als weg naar een succesvolle loopbaan binnen het landsbestuur won terrein tijdens haar regering.
In 705 werd Wu Zetian afgezet door leden van de keizerlijke familie aan de mannelijke kant. In 712 kwam (weer via een paleiscoup) haar talentvolle kleinzoon Xuanzong (685-762) aan de macht. De eerste decennia van Xuanzongs lange regering gelden als de bloeiperiode van de Tangdynastie. Xuanzong verzamelde een groep bekwame bestuurders om zich heen, die vaak voor langere periodes hun functie vervulden. Een nieuwigheid was het aanstellen van speciale commissarissen die buiten de reguliere bureaucratie om met specifieke taken werden belast. Voorbeelden hiervan waren het innen van de zoutaccijns, het beheer en herstel van het Grote Kanaal en het verdedigen van de grensstreken door militaire gouverneurs (jiedushi). De economische basis van het rijk was in deze periode gezond en de grenzen waren stabiel, na een succesvolle campagne tegen het Tibetaanse rijk.
In cultureel opzicht was er eveneens sprake van een bloeiperiode. Het hof in Chang'an weerspiegelde de sfeer van de Europese renaissance. De politieke elite van het rijk omringde zich met geleerden, schilders, muzikanten en dichters. Na 736 nam Xuanzong meer en meer afstand van politieke beslommeringen. Hij hield zich vooral bezig met zaken als kunst, taoïstische en boeddhistische magische praktijken en zijn passie voor zijn favoriete concubine Yang Guifei (719-756). Het bestuur van het land liet Xuanzong tussen 736 en 752 over aan zijn belangrijkste kanselier, Li Linfu (?-753). In de jaren 740 schakelde Li Linfu al zijn rivalen uit en regeerde hij het land op dictatoriale wijze. Zijn machtspositie werd echter aangevochten door Yang Guozhong (?-756), de militaire gouverneur van Sichuan en een neef van Yang Guifei. Na de dood van Li Linfu in 752 werd Yang Guozhong de machtigste man aan het hof.
Ondertussen kreeg de Tangdynastie te maken met ernstige externe bedreigingen, zoals de opkomst van het Tibetaanse rijk, het koninkrijk Nan Chao in Yunnan, het Oeigoerse Rijk en de veroveringen in Centraal-Azië van het islamitische Kalifaat van de Abbasiden. Chinese legers leden in 750 in het westelijk deel van het rijk verschillende nederlagen, waarna in juli 751 een beslissende nederlaag tegen het kalifaat volgde in de Slag om Talas (Kirgizië). De Tangdynastie verloor daarmee definitief de controle over de zijderoute aan haar rivalen.

### De opstand van An Lushan

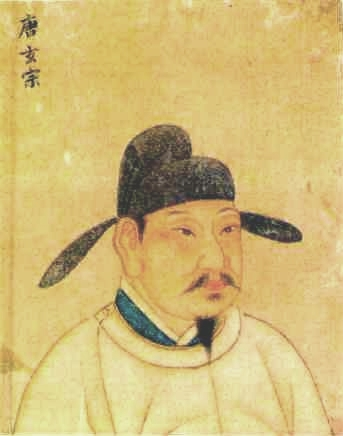
Tang Xuanzong

De rivaliteit tussen de machtigen van het rijk leidde tot een voor de dynastie rampzalige crisis in de vorm van de opstand van An Lushan (703-757). Deze Turks-Sogdische militaire gouverneur was in de provincie Hebei belast met het verdedigen van de noordoostgrens tegen de lastige Kitan en voerde het bevel over een van de sterkste legers van de Tang. Hij was een favoriet van Yang Guifei die hem in 751 als haar zoon adopteerde. Tegelijkertijd was An Lushan een rivaal van Yang Guifei's neef Yang Guozhong. An Lushan vreesde voor zijn positie en verkoos de aanval. In december 755 mobiliseerde hij zijn troepen en begon zijn opstand. Hij veroverde Kaifeng en Luoyang en trok daarna richting Chang'an. Er ontstond een zes maanden durende patstelling bij de strategisch gelegen Tongguanpas. In een beslissende veldslag vernietigde An Lushan de loyalistische troepen en kon hij ongehinderd Chang'an innemen.
Xuanzong vluchtte met Yang Guozhong, Yang Guifei en een klein escorte naar het geïsoleerd gelegen Sichuan. Hun vluchtroute werd echter geblokkeerd door Tibetaanse troepen, waarop Xuanzongs escorte aan het muiten sloeg. De muiters vermoordden Yang Guozhong en eisten ook het hoofd van Yang Guifei, in hun ogen de kwade genius achter de rampspoed. De keizer kon niet anders dan toegeven en gaf opdracht om zijn geliefde met een zijden sjaal te wurgen. Het verhaal van hun tragische liefde is onderwerp van vele gedichten en overleveringen in China. Xuanzong deed in Sichuan afstand van de troon ten gunste van zijn zoon Suzong (711-762).
Met steun van Oeigoerse huurlingen heroverde Suzong in 757 Chang'an. An Lushan werd dat jaar vermoord door een van zijn eigen zonen. De opstand woedde echter nog tot 763 en werd slechts beëindigd door opstandige militaire gouverneurs gratie te verlenen. De Oeigoeren mochten als beloning voor hun militaire steun in 762 de tweede hoofdstad Luoyang plunderen. Een jaar later werd ook Chang'an opnieuw geplunderd, nu door Tibetaanse troepen. De opstand van An Lushan vormde een keerpunt in de geschiedenis van de Tangdynastie. Het centrale gezag van de Tangkeizers was nadien sterk verzwakt en van militaire expansie buiten de grenzen was geen sprake meer.

### Stabilisatie en neergang

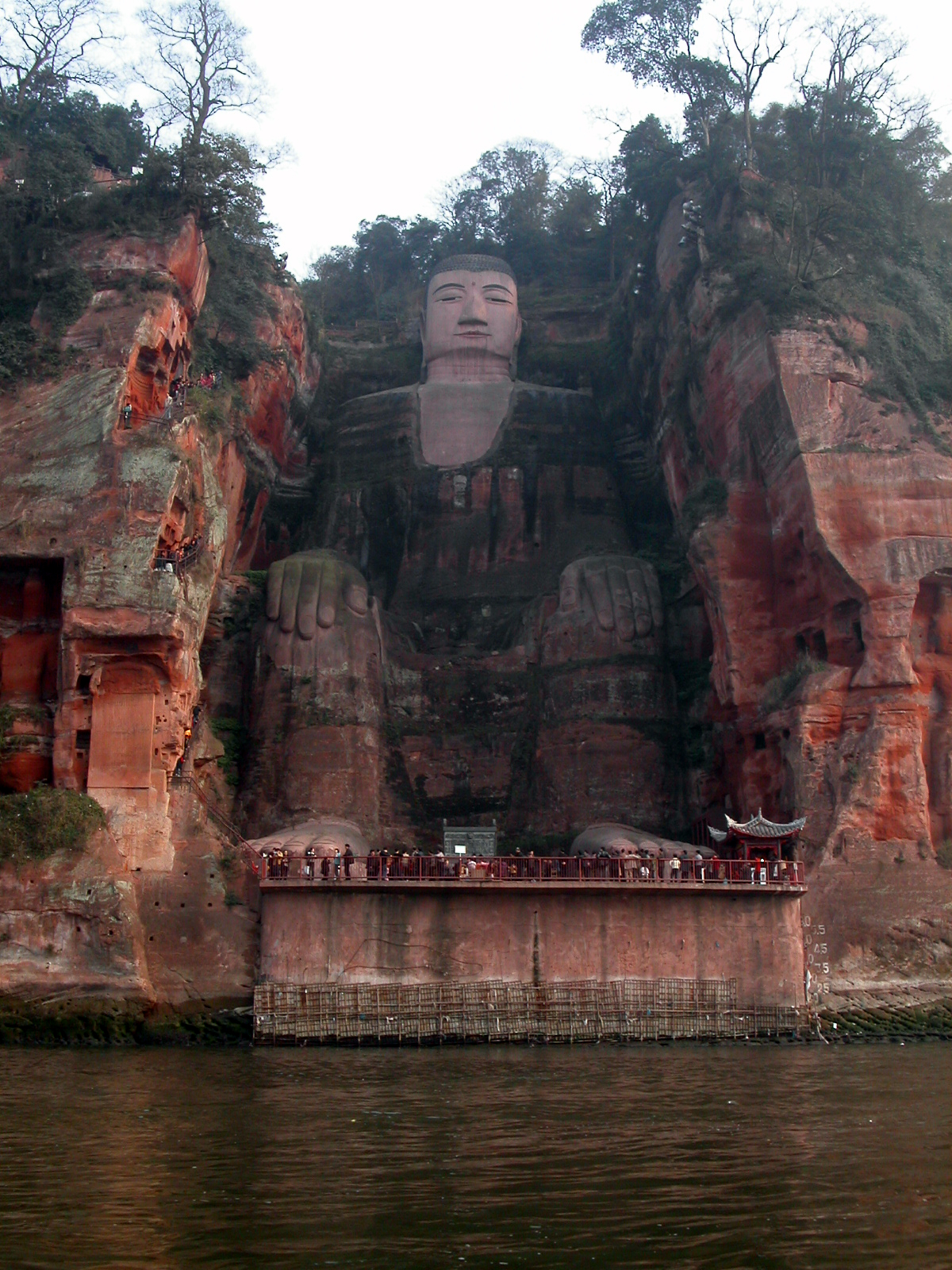
Grote Boeddha van Leshan, voltooid in 803

In de tweede helft van de Tangdynastie is er sprake van een verschuiving van macht van het centrum naar de provincies. Dit betekende niet per se dat de stabiliteit van het land veel minder was dan voor de opstand van An Lushan, maar wel dat de centrale regering minder belastinginkomsten kon afromen dan voorheen. De mate van bureaucratische controle die het gelijke veldsysteem vereiste was verloren gegaan. De staat had niet langer de middelen en de administratieve organisatie om de landbouwgrond periodiek te herverdelen. Het regime zocht naar alternatieve inkomstenbronnen zoals de monopolies op zout en ijzer in het zuiden. De verschuiving van het economisch zwaartepunt van het rijk van het noorden naar het zuiden werd door de opstand van An Lushan versneld. Het zuiden had veel minder te lijden gehad van de jarenlange burgeroorlog.
In 780 voerde minister Yang Yan (721-781) de Methode van de Tweemalige Belastingheffing (liangshui fa) in. Het 'tweemalige' van deze heffing slaat op de momenten van inning, namelijk bij de oogst van de zomer en die van het najaar. Dit nieuwe stelsel zou tot de Eén Zweep Hervormingen (yitiao bianfa) tijdens de Mingdynastie de basis voor het Chinese belastingstelsel vormen. De belastingen werden voortaan gekoppeld aan het grondbezit, niet aan personen. Dit moest het gemakkelijker maken om ook de grootgrondbezitters te belasten, iets wat met wisselend succes gebeurde.
De militaire gouverneurs van de provincies erkenden het keizerlijk gezag in naam nog steeds, maar duldden weinig bemoeienis van de keizers. Tang Dezong (742-805) probeerde de militaire gouverneurs weer onder controle van het centrale gezag te brengen. In 781 weigerde Dezong de zoon van de overleden gouverneur van Chengde als diens opvolger te erkennen. Het gevolg was een jarenlange strijd, waarbij de keizer na aanvankelijke successen het onderspit moest delven. In 783 zag Dezong zich door muitende troepen genoodzaakt de hoofdstad Chang'an te ontvluchten. Hij was daarmee de derde Tang-keizer, na Xuanzong in 756 en Daizong in 763, in dertig jaar die uit de hoofdstad werd verjaagd. Dezong verleende amnestie aan de rebellerende gouverneurs zodat hij de gelegenheid kreeg om met de muiters in de hoofdstad af te rekenen. In 790 leed Dezong bovendien een zware nederlaag tegen de Tibetanen in het westen.
Dezongs kleinzoon Xianzong (778-820) had meer succes. In 806 stierf de gouverneur van Sichuan, en Xianzong slaagde erin om de opvolger te benoemen. Gedurende de rest van zijn regeerperiode wist Xianzong de macht van de gouverneurs te beteugelen, al was daar wel voortdurende strijd voor nodig. Tussen 814 en 819 bedwong Xianzong in een serie campagnes de rebelse gouverneurs, waarna het gehele rijk weer onder het directe gezag van de keizer stond. Met hulp van de Oeigoeren en het koninkrijk Nan Chao werd de agressie van het Tibetaanse rijk beteugeld. In 821 werd een blijvend vredesverdrag met de Tibetanen gesloten. De voortdurende strijd putte de schatkist echter wel uit en de macht van eunuchen, die door Xianzong op belangrijke posities werden geplaatst als tegenwicht tegen de militaire gouverneurs, nam onder zijn regering toe.
Xianzong werd opgevolgd door zwakke keizers die gedomineerd werden door deze eunuchen, waarmee de successen weer tenietgedaan werden. Tang Wenzong (809-840) probeerde in 835 via een complot de leidende eunuchen te vermoorden. Het complot werd echter ontdekt en er volgde een zuivering onder de samenzweerders en hun families. Wenzong werd zelf gespaard, maar bracht de laatste jaren van zijn leven als een gevangene in zijn eigen paleis door. Hij omschreef zijn situatie zelf als die van een "slaaf van zijn huishoudslaven".
Het keizerlijk gezag werd hersteld onder Tang Wuzong (814-846). Zijn regeringsperiode is vooral bekend vanwege de grootschalige vervolging van het boeddhisme. Wuzong was een fanatieke aanhanger van het taoïsme, maar had ook economische motieven om de rijke boeddhistische kloosters aan te pakken. De kloosters bezaten grote landgoederen die vrijgesteld waren van belastingen en herendiensten. In 845-846 werden 4.000 kloosters en 40.000 tempels verwoest. Per prefectuur werd nog maar één tempel toegestaan. Ongeveer 250.000 monniken en nonnen werden uit hun ambt gezet. Na zijn dood werden de vervolgingen gestaakt door zijn opvolger Xuānzong (810-859).
Na 859 had China in toenemende mate te kampen met grootschalige rebellie tegen het verzwakte Tang-regime, aanvankelijk vooral in het door hongersnood geplaagde zuiden. De rebellie van de voormalige zoutsmokkelaar Huang Chao (?-884) tussen 875 en 884 was bijzonder ontwrichtend. In 879 plunderde Huang de welvarende havenstad Guangzhou (Kanton). Volgens Arabische bronnen werden daarbij 120.000 moslims, joden en andere buitenlanders gedood. Dit aantal is onwaarschijnlijk hoog, maar wel een indicatie van de massaliteit van de slachtpartijen en de xenofobie van de rebellen.
In 880 trok Huang vanuit het zuiden naar het noorden en nam Luoyang in en het jaar daarop Chang'an. Keizer Xizong (862-888) vluchtte naar het moeilijk toegankelijke Sichuan, al vaker een toevluchtsoord voor in het nauw gedreven Tangheersers. In de Chinese kronieken wordt Huang Chao verantwoordelijk gesteld voor de moedwillige vernietiging van de eeuwenoude hoofdstad Chang'an. Huang Chao wilde Chang'an tot de hoofdstad van zijn eigen dynastie te maken, dus het is de vraag of hij de stad daadwerkelijk wilde verwoesten. Maar in ieder geval zou Chang'an zich niet meer herstellen van de jarenlange strijd om de stad. Met behulp van de Turkse militaire gouverneur Li Keyong (856-908) wisten troepen van de Tang in 883 Chang'an te heroveren. Huang Chao vluchtte naar het oosten en pleegde - in het nauw gedreven - een jaar later zelfmoord.
De anarchie in het land luidde uiteindelijk het einde van de dynastie in. Deze eindigde toen een van de militaire gouverneurs, Zhu Wen (852-912), de laatste keizer afzette en zelf de troon besteeg. Daarmee begon de periode van de Vijf Dynastieën en Tien Koninkrijken (907-960). Deze periode kenmerkte zich, net als de laatste halve eeuw van de Tangdynastie, door een voortdurende strijd om de macht tussen de krijgsheren. Het duurde tot de machtsovername door de stichter van de Songdynastie (960-1279), Zhao Kuangyin (928-976), voordat de rust in het land hersteld werd.

## Institutionele ontwikkelingen

### Militaire organisatie

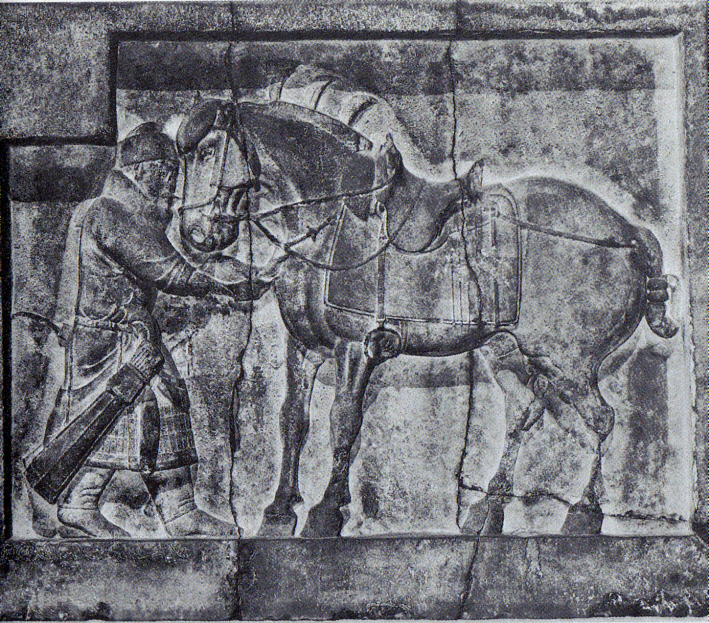
Cavalerist op de graftombe van Taizong

De eerste Tangkeizer Gaozu demobiliseerde na het veroveren van de macht zijn twaalf legers, om te voorkomen dat opstandige generaals als hijzelf opnieuw een bedreiging voor de troon zouden gaan vormen. Het leger werd gereorganiseerd in lokale militaire regimenten (fubing) van rond de duizend soldaten die onder centraal gezag stonden en niet groot genoeg waren om zelfstandig te opereren. Bovendien werden de troepen regelmatig gerouleerd om een militaire eenheidscultuur te behouden.
De lokale regimenten bleken echter onvoldoende in staat om de grenzen effectief te verdedigen. Onder Xuanzong kregen militaire gouverneurs, de jiedushi, in de grensstreken het commando over grote legers. Veelal waren deze militaire gouverneurs niet-Chinezen. Het gevaar van deze zelfstandige machtsbasis voor de gouverneurs bleek met de opstand van An Lushan. De opstand kon slechts worden beëindigd door de rebellerende militaire gouverneurs gratie te verlenen. Na de opstand werd het systeem van de militaire gouverneurschappen zelfs uitgebreid naar het binnenland.
De militaire macht van de keizers zelf kwam te berusten bij de keizerlijke garde, het 'Goddelijke Strategie'-leger (shence). Deze garde werd in de tweede helft van de Tangdynastie meer en meer gecontroleerd door eunuchen en was buiten de directe omgeving van Chang'an weinig effectief. Uiteindelijk bleek het 'Goddelijke Strategie'-leger ook niet in staat de hoofdstad te beschermen tegen de opmars van Huang Chao.

### Examenstelsel en de rol van de aristocratie

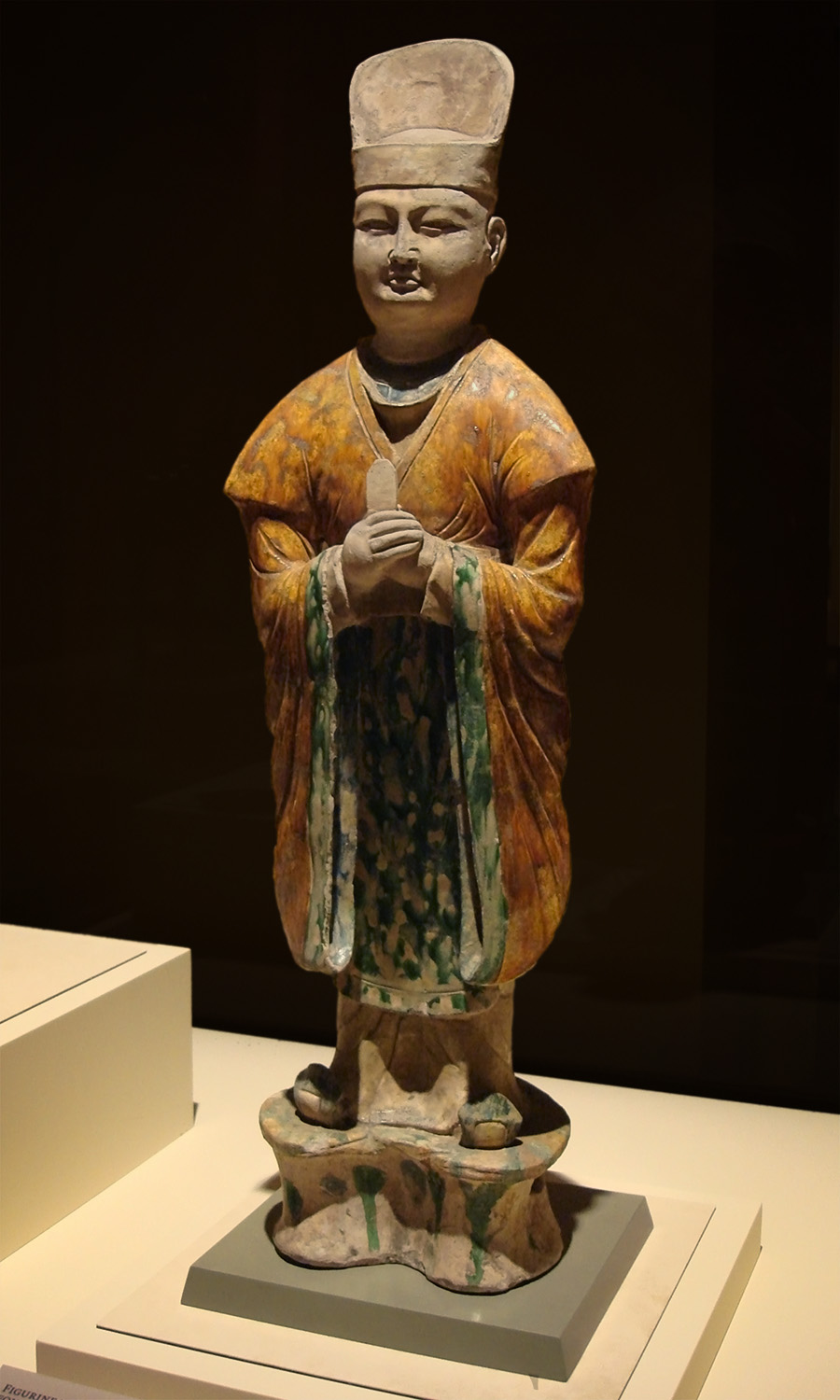
Beeld van een bestuurder, geglazuurd in sancai-stijl (met de gebruikelijke drie kleuren bruin, groen en wit)

Het Tang-regime steunde aanvankelijk in hoge mate op de oude aristocratische families uit met name het noordwesten. Er bestond een strikte hiërarchische indeling die de status van elke familie binnen deze aristocratie vastlegde. Enkele families beschouwden zich op grond van hun eeuwenoude status zelfs superieur aan de keizerlijke familie en trouwden enkel onder elkaar. Leden van de aristocratische families vervulden de meeste belangrijke posities binnen het bestuur.
De Tang-heersers zagen echter ook de toegevoegde waarde van het examenstelsel als middel om betrouwbare en bekwame bestuurders in de confuciaanse leer te scholen. De regering bevorderde deze scholing door staatsscholen op te zetten en geautoriseerde versies van de Vijf Klassieken uit te brengen. Kwalificatie voor een hoge post binnen het bestuur kwam meer en meer af te hangen van succes bij de landelijke examens. Dit bood mogelijkheden voor getalenteerde personen uit niet-aristocratische families om op te klimmen in het bestuursapparaat, hoewel de meeste succesvolle kandidaten nog steeds afkomstig waren uit de aristocratie. Literaire kwaliteiten gingen echter een grotere rol spelen dan krijgshaftige vaardigheden als rijkunst en bekwaamheid met zwaard en boog.
In de tweede helft van de Tangdynastie ondergroeven deze ontwikkelingen de positie van de aristocratie in het Chinese rijk. De macht en de status van de aristocratie was uiteindelijk afhankelijk van de mate waarin zij belangrijke posten binnen het landsbestuur voor zichzelf wist te verzekeren. De aristocratie richtte zich daarom op het keizerlijke hof in de hoofdstad om haar status te handhaven, maar verloor tegelijkertijd haar lokale machtsbasis uit het oog. De militaire gouverneurschappen waren veelal voorbehouden aan buitenlanders en niet aan de aristocratische families. Met de teloorgang van de macht van de Tang-heersers en met de anarchie die in de periode 860-960 het land beheerste verloor ook de aristocratie haar vooraanstaande positie. Met de ondergang van de Tangdynastie verdween ook de aristocratie als dominante factor in China. Tijdens de Songdynastie en latere dynastieën was elitestatus gebaseerd op succes in het examenstelsel en niet langer op een erfelijke positie.

## Cultuur
Het boeddhisme, dat in de eerste eeuw van de christelijke jaartelling vanuit India in het land was geïntroduceerd, beleefde tijdens de Tang-periode een bloeiperiode en werd beschermd door de keizerlijke familie. Grote boeddhistische bouwprojecten als de Grote Boeddha van Leshan werden gesubsidieerd door de staat. Wel kwam er omstreeks 850 een anti-boeddhistische tegenreactie, omdat de boeddhistische kloosters als het ware een staat binnen de staat waren geworden. Veel kloosters werden toen gesloten en veel monniken werden gedwongen weer een normaal burgerbestaan te gaan leiden. De invloed van het boeddhisme in China is sedertdien minder overheersend geworden, maar de godsdienst bleef wel een permanent deel van de Chinese traditionele cultuur.
De techniek van de blokdruk zorgde ervoor dat het geschreven woord ter beschikking kwam van een groot publiek.
De Tangdynastie was een periode waarin de Chinese literatuur en kunst hoogtij vierden. Er werd een systeem van concurrentie opgezet voor de overheid om de beste talenten tot de overheid aan te trekken.

## Lijst van keizers
| Tempelnaam                                           | Chinese familienaam en Chinese voornaam        | Periode                                                                               | Nian Hao en duur |
| ---------------------------------------------------- | ---------------------------------------------- | ------------------------------------------------------------------------------------- | --- |
| Gaozu (高祖, Gāozǔ)                                  | Li Yuan (李淵 Lǐ Yuān)                         | 18 juni 618– 4 september 626                                                          | Wude (武德 Wǔdé) 618–626 |
| Taizong (太宗, Tàizōng)                              | Li Shimin (李世民 Lǐ Shìmín)                   | 4 september 626– 10 juli 649                                                          | Zhenguan (貞觀 Zhēnguān) 627–649 |
| Gaozong (高宗, Gāozōng)                              | Li Zhi (李治 Lǐ Zhì)                           | 15 juli 649– 27 december 683                                                          | Yonghui (永徽 Yǒnghuī) 650–655 Xianqing (顯慶 Xiǎnqìng) 656–661 Longshuo (龍朔 Lóngshuò) 661–663 Linde (麟德 Líndé) 664–665 Qianfeng (乾封 Qíanfēng) 666–668 Zongzhang (總章 Zǒngzhāng) 668–670 Xianheng (咸亨 Xiánhēng) 670–674 Shangyuan (上元 Shàngyuán) 674–676 Yifeng (儀鳳 Yífèng) 676–679 Tiaolu (調露 Tiáolù) 679–680 Yonglong (永隆 Yǒnglóng) 680–681 Kaiyao (開耀 Kāiyào) 681–682 Yongchun (永淳 Yǒngchún) 682–683 Hongdao (弘道 Hóngdào) 683 |
| Zhongzong (中宗, Zhōngzōng) (afgezet door Wu Zetian) | Li Xian (李顯 Lǐ Xiǎn) or Li Zhe (李哲 Lǐ Zhé) | 3 januari 684 – 26 februari 684 (Tweede regeerperiode: 23 februari 705 – 3 juli 710)  | Sisheng (嗣聖 Sìshèng) 684 |
| Ruizong (睿宗, Ruìzōng) (afgezet door Wu Zetian)     | Li Dan (李旦 Lǐ Dàn)                           | 27 februari 684– 8 oktober 690 (Tweede regeerperiode: 25 juli 710– 8 september 712)   | Wenming (文明 Wénmíng) 684 Guangzhai (光宅 Guāngzhái) 684 Chuigong (垂拱 Chuígǒng) 685–688 Yongchang (永昌 Yǒngchāng) 689 Zaichu (載初 Zàichū) 690 |
| Zhoudynastie (690–705 AD)                            |                                                |                                                                                       | |
| Voortzetting van de Tangdynastie                     |                                                |                                                                                       | |
| Zhongzong (中宗, Zhōngzōng) (Tweede regeerperiode)   | Li Xian (李顯 Lǐ Xiǎn) or Li Zhe (李哲 Lǐ Zhé) | 23 februari 705– 3 juli 710 (Tweede regeerperiode: 3 januari 684 – 26 februari 684)   | Shenlong (神龍 Shénlóng) 705–707 Jinglong (景龍 Jǐnglóng) 707–710 |
| Shang (殤帝, Shāng dì)                               | Li Chongmao (李重茂 Lǐ Chóngmào)               | 8 juli 710– 25 juli 710                                                               | Tanglong (唐隆 Tánglóng) 710 |
| Ruizong (睿宗, Ruìzōng) (Tweede regeerperiode)       | Li Dan (李旦 Lǐ Dàn)                           | 25 juli 710– 8 september 712 (Eerste regeerperiode: 27 februari 684– 8 oktober 690)   | Jingyun (景雲 Jǐngyún) 710–711 Taiji (太極 Tàijí) 712 Yanhe (延和 Yánhé) 712 |
| Xuanzong (玄宗, Xuánzōng)                            | Li Longji (李隆基 Lǐ Lóngjī)                   | 8 september 712– 12 augustus 756                                                      | Xiantian (先天 Xiāntiān) 712–713 Kaiyuan (開元 Kāiyuán) 713–741 Tianbao (天寶 Tiānbǎo) 742–756 |
| Suzong (肅宗, Sùzōng)                                | Li Heng (李亨 Lǐ Hēng)                         | 12 augustus 756– 16 mei 762                                                           | Zhide (至德 Zhìdé) 756–758 Qianyuan (乾元 Qiányuán) 758–760 Shangyuan (上元 Shàngyuán) 760–761 |
| Daizong (代宗, Dàizōng)                              | Li Yu (李豫 Lǐ Yù)                             | 18 mei 762– 23 mei 779                                                                | Baoying (寶應 Bǎoyìng) 762–763 Guangde (廣德 Guǎngdé) 763–764 Yongtai (永泰 Yǒngtài) 765–766 Dali (大曆 Dàlì) 766–779 |
| Dezong (德宗, Dézōng)                                | Li Kuo (李适 Lǐ Kuò)                           | 12 juni 779– 25 februari 805                                                          | Jianzhong (建中 Jiànzhōng) 780–783 Xingyuan (興元 Xīngyuán) 784 Zhenyuan (貞元 Zhēnyuán) 785–805 |
| Shunzong (順宗, Shùnzōng)                            | Li Song (李誦 Lǐ Sòng)                         | 28 februari 805– 31 augustus 805                                                      | Yongzhen (永貞 Yǒngzhēn) 805 |
| Xianzong (憲宗, Xiànzōng)                            | Li Chun (李純 Lǐ Chún)                         | 5 september 805– 14 februari 820                                                      | Yuanhe (元和 Yuánhé) 806–820 |
| Muzong (穆宗, Mùzōng)                                | Li Heng (李恆 Lǐ Héng)                         | 20 februari 820– 25 februari 824                                                      | Changqing (長慶 Chángqìng) 821–824 |
| Jingzong (敬宗, Jìngzōng)                            | Li Zhan (李湛 Lǐ Zhàn)                         | 29 februari 824– 9 januari 827                                                        | Baoli (寶曆 Bǎolì) 824–826 |
| Wenzong (文宗, Wénzōng)                              | Li Ang (李昂 Lǐ Áng)                           | 13 januari 827– 10 februari 840                                                       | Baoli (寶曆 Bǎolì) 826 Dahe (大和 Dàhé) or Taihe (Tàihé 太和) 827–835 Kaicheng (開成 Kāichéng) 836–840 |
| Wuzong (武宗, Wǔzōng)                                | Li Yan (李炎 Lǐ Yán)                           | 20 februari 840– 22 april 846                                                         | Huichang (會昌 Huìchāng) 841–846 |
| Xuānzong (宣宗, Xuānzōng)                            | Li Chen (李忱 Lǐ Chén)                         | 25 april 846– 7 september 859                                                         | Dazhong (大中 Dàzhōng) 847–859 |
| Yizong (懿宗, Yìzōng)                                | Li Cui (李漼 Lǐ Cuǐ)                           | 13 september 859– 15 augustus 873                                                     | Dazhong (大中 Dàzhōng) 859 Xiantong (咸通 Xiántōng) 860–873 |
| Xizong (僖宗, Xīzōng)                                | Li Xuan (李儇 Lǐ Xuān)                         | 16 augustus 873– 20 april 888                                                         | Xiantong (咸通 Xiántōng) 873–874 Qianfu (乾符 Qiánfú) 874–879 Guangming (廣明 Guǎngmíng) 880–881 Zhonghe (中和 Zhōnghé) 881–885 Guangqi (光啟 Guāngqǐ) 885–888 Wende (文德 Wéndé) 888 |
| Zhaozong (昭宗, Zhāozōng)                            | Li Ye (李曄 Lǐ Yè)                             | 20 april 888– 1 december 900 (Eerste regeerperiode: 24 januari 901– 22 september 904) | Longji (龍紀 Lóngjì) 889 Dashun (大順 Dàshùn) 890–891 Jingfu (景福 Jǐngfú) 892–893 Qianning (乾寧 Qiánníng) 894–898 Guanghua (光化 Guānghuà) 898–901 Tianfu (天復 Tiānfù) 901–904 Tianyou (天佑 Tiānyòu) 904 |
| Ai (哀帝, Aī dì) or Zhaoxuan (昭宣帝, Zhāoxuān dì)   | Li Zhu (李柷 Lǐ Zhù)                           | 26 september 904– 12 mei 907                                                          | Tianyou (天佑 Tiānyòu) 904–907 |

Xia · Shang · Zhou · Qin · Han · Drie Koninkrijken · Jin · Zuidelijke Dynastieën · Noordelijke Dynastieën · Sui · Tang · Vijf Dynastieën · Jin (Jurchen) · Song · Yuan · Ming · Qing